# Neue Heimat
Neue Heimat was een Duitse band uit de NDW-periode, geformeerd in 1981 door zanger Wolf Maahn, Klaus Heuser (BAP), Didi Maaz en Rich Schwab.

## Carrière
De band werd geformeerd om een coverversie van Ich bau dir ein Schloss, gezongen door Heintje, in de sound van de NDW op te nemen. De single werd uitgebracht bij het Hamburgse label Metronome Musik. De bandopname kijkt terug op de woningmaatschappij Neue Heimat, die toen in een omvangrijk financieel schandaal was verwikkeld. Terwijl de muzikanten ondanks het succes van de single het project niet wilden voortzetten, werd het aansluitende album Die Härte door Purple Schulz, Josef Piek, Dieter Hoff (drums), Freddy Böhmer (keyboard) en Hagü Schmitz (basgitaar) opgenomen. Na de twee aanvankelijk slechts matig succesvolle albums Die Härte en Hautnah bij Metronome Musik, werd de band in oktober 1984 ontbonden, nadat toetsenist Freddy Böhmer en bassist Hagü Schmitz de band verlieten. Kort daarna scoorde de derde single van het album Hautnah, Sehnsucht in de hitlijst. In het kielzog van dit succes verkocht het album Hautnah toch nog zeer goed. Zanger Purple Schulz kreeg bij EMI Music een platencontract en publiceerde aansluitend onder zijn eigen naam het album Verliebte Jungs en verdere albums, die hij samen opnam met de overgebleven groepsleden Josef Piek en Dieter Hoff.

## Discografie

### Singles
- 1982: Ich bau dir ein Schloss
- 1984: Sehnsucht (Purple Schulz en de Neue Heimat)

### Albums
- Die Härte (1982)
- Hautnah (1983) (werd later ook als door Purple Schulz und die Neue Heimat verkocht)